# Wettbewerbsverbot
Unter dem Begriff des Wettbewerbsverbotes wird im deutschen Recht die Einschränkung der wirtschaftlichen Betätigung mit Rücksicht auf ein bestehendes oder vergangenes Vertragsverhältnis verstanden. Es existiert vor allem im deutschen Arbeitsrecht, aber auch im Handelsrecht für freie Handelsvertreter § 90a HGB und im Gesellschaftsrecht, z. B. § 112 HGB.

## Während eines Arbeitsverhältnisses (Gesetzliches Wettbewerbsverbot)
Während des Bestehens eines Arbeitsverhältnisses ist es dem Arbeitnehmer untersagt, seinem Arbeitgeber ohne dessen Einverständnis Konkurrenz zu machen. Der Arbeitnehmer darf also keine Geschäfte im Marktbereich des Arbeitgebers für andere Personen oder auf eigene Rechnung machen.
Bei Verstoß gegen das Wettbewerbsverbot ist der Arbeitnehmer dem Arbeitgeber gegenüber schadensersatzpflichtig. Auch eine Kündigung kann unter Umständen gerechtfertigt sein.
Während als Rechtsgrundlage früher § 60 HGB, der unmittelbar nur für Handelsgehilfen gilt, herangezogen wurde, wird das Verbot nunmehr an § 241 Abs. 2 BGB im Wege einer ergänzenden Vertragsauslegung festgemacht.

## Nach Beendigung des Arbeitsverhältnisses (Nachvertragliches Wettbewerbsverbot)
Grundsätzlich endet das Wettbewerbsverbot nach Beendigung des Arbeitsverhältnisses. Es kann aber schriftlich vereinbart werden, dass der ehemalige Arbeitnehmer dem Arbeitgeber auch nach Beendigung des Arbeitsverhältnisses keine Konkurrenz machen darf („nachvertragliches Wettbewerbsverbot“). Rechtsgrundlage ist § 110 Gewerbeordnung in Verbindung mit § 74 bis § 75f HGB. Das Wettbewerbsverbot kann beispielsweise Bestandteil des Arbeitsvertrags sein.

### Voraussetzungen
- Das Wettbewerbsverbot ist nur bis zu einer maximalen Dauer von 2 Jahren zulässig (§ 74a Abs. 1 Satz 3 HGB).
- Im vereinbarten Zeitraum muss der ehemalige Arbeitgeber diese Einschränkung durch eine entsprechende monatliche Zahlung (mindestens die Hälfte des letzten Gehaltes) ausgleichen (Karenzentschädigung) (§ 74 Abs. 2 HGB).
- Der Arbeitgeber muss ein berechtigtes geschäftliches Interesse geltend machen (zum Beispiel Schutz von Betriebsgeheimnissen oder seines Kunden- oder Lieferantenkreises gem. § 74a Abs. 1 Satz 1 HGB).
- Schriftliche Vereinbarung des nachvertraglichen Wettbewerbsverbotes (inkl. Übergabe der Urkunde gem. § 74 Abs. 1 HGB).
- Keine Vereinbarung mit Minderjährigen möglich (§ 74a Abs. 2 HGB).
- Der Arbeitgeber („Prinzipal“) kann vor der Beendigung des Dienstverhältnisses auf das im Vorfeld ausgesprochene Wettbewerbsverbot verzichten. Dieser Verzicht befreit ihn allerdings erst nach einem Jahr von der Karenz-Zahlungsverpflichtung (§ 75a HGB).
- Details der Karenzvergütung regeln § 74b und § 74c HGB. Insbesondere ist dort geregelt, wie die Karenzentschädigung berechnet und anderweitiger Erwerb angerechnet wird.

Eine Unverbindlichkeit gemäß § 74a Abs. 1 HGB liegt dann vor, wenn das Wettbewerbsverbot unverhältnismäßig ist. (Beispiel: Eine bayerische Brauerei legt Braumeister ein Wettbewerbsverbot für ganz Deutschland auf. Damit ist das Fortkommen des Braumeisters unbillig erschwert und somit auch das Wettbewerbsverbot unverbindlich.) Unverbindlich ist es auch, wenn die Karenzentschädigung geringer zugesagt wird, als gesetzlich vorgeschrieben, § 74 Abs. 1 HGB.

## Vorstandsmitglieder und Geschäftsführer
Neben den Vorschriften im HGB und in der GewO gibt es auch Wettbewerbsverbot für Vorstandsmitglieder einer Aktiengesellschaft sowie für persönlich haftende Gesellschafter einer KGaA, siehe § 88, § 284 AktG während des bestehenden Vertrags. Dies gilt auch für Geschäftsführer eine GmbH, abgeleitet aus deren allgemeinen Treuepflicht, § 35. Dies gilt nicht bei einer Ein-Mann-GmbH, in der also der Alleingesellschafter auch der Geschäftsführer ist.
Nachvertragliche Wettbewerbsverbote bestehen nur aufgrund besonderer Vereinbarungen.

## Steuerrechtliche und sozialversicherungsrechtliche Gesichtspunkte

### Karenzentschädigung
Karenzentschädigungen für nachvertragliche Wettbewerbsverbote unterliegen der Einkommensteuer. Da aber keine Beschäftigung vorliegt, sind Beiträge zur Sozialversicherung nicht abzuführen.

### Wettbewerbsverbot bei Ein-Mann-GmbH
Bei einer Ein-Mann-GmbH kann Wettbewerb des Geschäftsführers zu steuerrechtlichen Problemen führen unter dem Gesichtspunkt einer verdeckten Gewinnausschüttung.